# Vorlehre
Vorlehre ist die in der Schweiz und Österreich übliche Bezeichnung eines Vorbereitungsjahres vor dem eigentlichen ersten Lehrjahr einer Berufsausbildung.

## Schweiz
Die Vorlehre in der Schweiz ist ein einjähriges Berufsvorbereitungsjahr (Brückenangebot). Die Vorlehre richtet sich an Jugendliche, die schon wissen, welche Berufsrichtung sie bevorzugen, aber aus verschiedenen Gründen (z. B. wegen sprachlicher Defizite oder persönlicher Reife) noch nicht bereit für eine Lehre sind. Ziel der Vorlehre ist die Übernahme ins erste Lehrjahr des gewünschten Berufes. Die Ausbildung erfolgt im Betrieb und in der Berufsschule. Für die Vorlehre wird ein Lehrvertrag abgeschlossen.
Grundsätzlich ist die Vorlehre in allen Berufen möglich. Konkret angeboten wird Logistiker, Detailhandel, Gesundheit und weitere.
Zur Vorlehre gehört auch die Berufsschule. Die Fächer sind vor allem Deutsch, Mathematik und Allgemeinbildung. Der Umfang beträgt ein oder zwei Tage pro Woche (je nach Kanton).
Das Mindestalter beträgt 15 Jahre, das Höchstalter 21 Jahre. Vorlehren werden u. a. in Zürich, Basel, Solothurn und St. Gallen angeboten.
Im Aargau wurden sie abgeschafft. In einzelnen Kantonen (z. B. Bern) werden Vorlehren auch für Erwachsene angeboten.

## Österreich
In Österreich wurde die Vorlehre 1998 für benachteiligte Jugendliche eingeführt. Konkret wurde damit der Inhalt des ersten Lehrjahres einer regulären Lehre auf eine Dauer von zwei bis drei Jahren gestreckt.
Mit Einführung des integrativen Berufsausbildungsgesetzes am 1. September 2003 wurde sie wieder abgeschafft.